# Лео, Александр Николаевич
Александр Николаевич Лео ( 16 августа 1868 года, Москва — 6 сентября 1943 года, Ленинград) —  художник книги, каллиграф, шрифтовик.

## Биография
Александр Николаевич Лео родился в Москве 16 августа 1868 года.  В 1883-1887 годах проходил обучение в Москве в классах рисования Русского технического общества. Проживал в Москве, а с 1896 года – в Петербурге.
По окончании учебы в 1887 году работал в литографской мастерской, занимаясь репродуцированием этикеток. В 1900 году стал работать с графикой. По роду работы сотрудничал с издательствами «Алконост», «Атеней», «Прибой», Academia, ГИЗ и др. В типографии товарищества «Голике Р. и Вилъборг А.» с 1903 года числился художником.
За годы своей творческой деятельности Александр Николаевич Лео оформил ряд в основном шрифтовых обложек с орнаментальным декором.
Был художником журнала «Летопись войны с Японией» (1904-1905).
Художником были оформлены обложки книг: издание «Евгения Онегина» А. С. Пушкина с иллюстрациями Е. П. Самокиш-Судковской (товарищество «Голике Р. и Вилъборг А.», 1918); библиофильское издание «Книжный переплет» В. А. Анисимова («Petropolis», 1918); переписка В. П. Боткина и И. С. Тургенева и  др.
В 20-х годах XX века А. Лео создал для издательств ГИЗ, "Прибой", "Атеней" однотипные шрифтовые обложки, на которых были нанесены повторяющиеся мотивы с орнаментальными украшениями в стиле работ начала XIX века.
В 1927 году Ленинградское общество библиофилов издало сборник, посвященный 40-летию творческой деятельности художника. Иллюстрировали сборник графическими работами А. Лео. Среди представленных в книге работ художника — его эксклибрисы, обложки, иллюстрации.
А. Лео принимал также участие в оформлении библиофильского издания «Похвала книге» (товарищество «Голике Р. и Вилъборг А.», 1917), был автором около десяти экслибрисов.
Скончался художник 6 сентября 1943 года в Ленинграде.

## Галерея

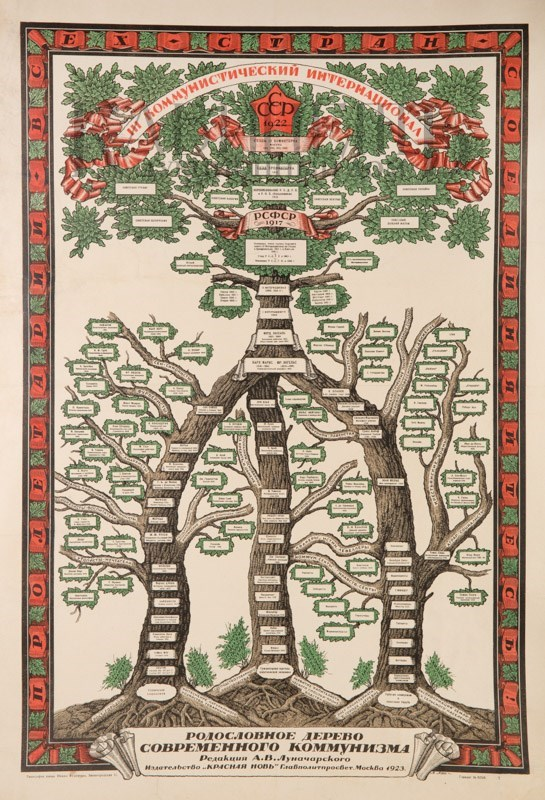
А. Лео. Родословное дерево современного коммунизма
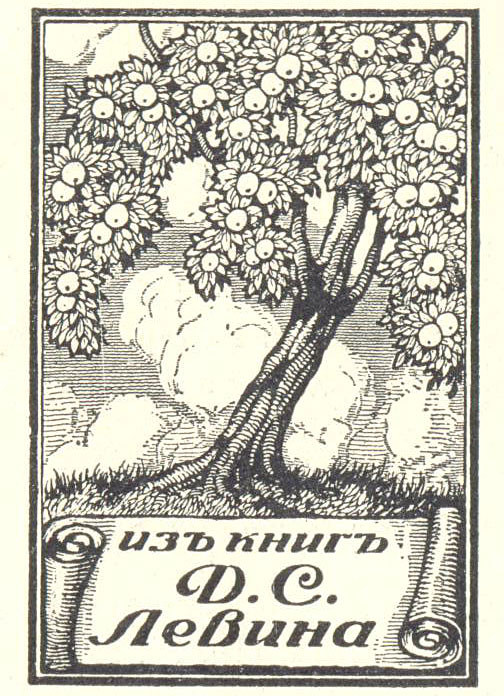
Экслибрис
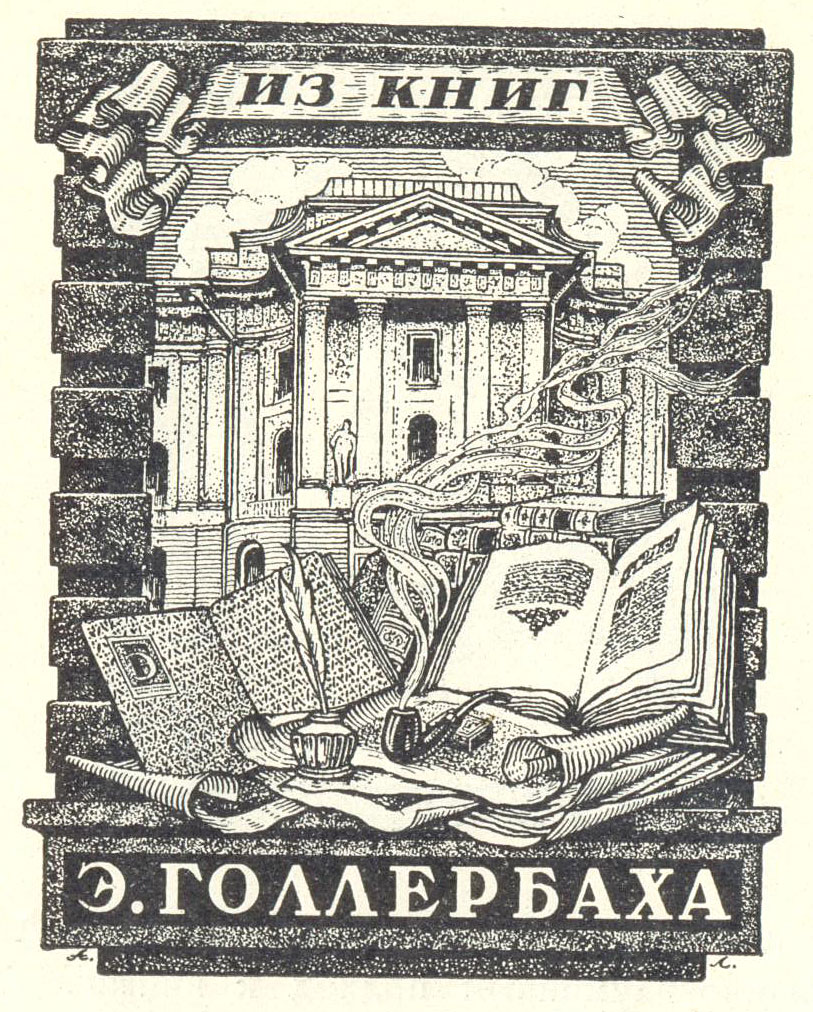
Экслибрис
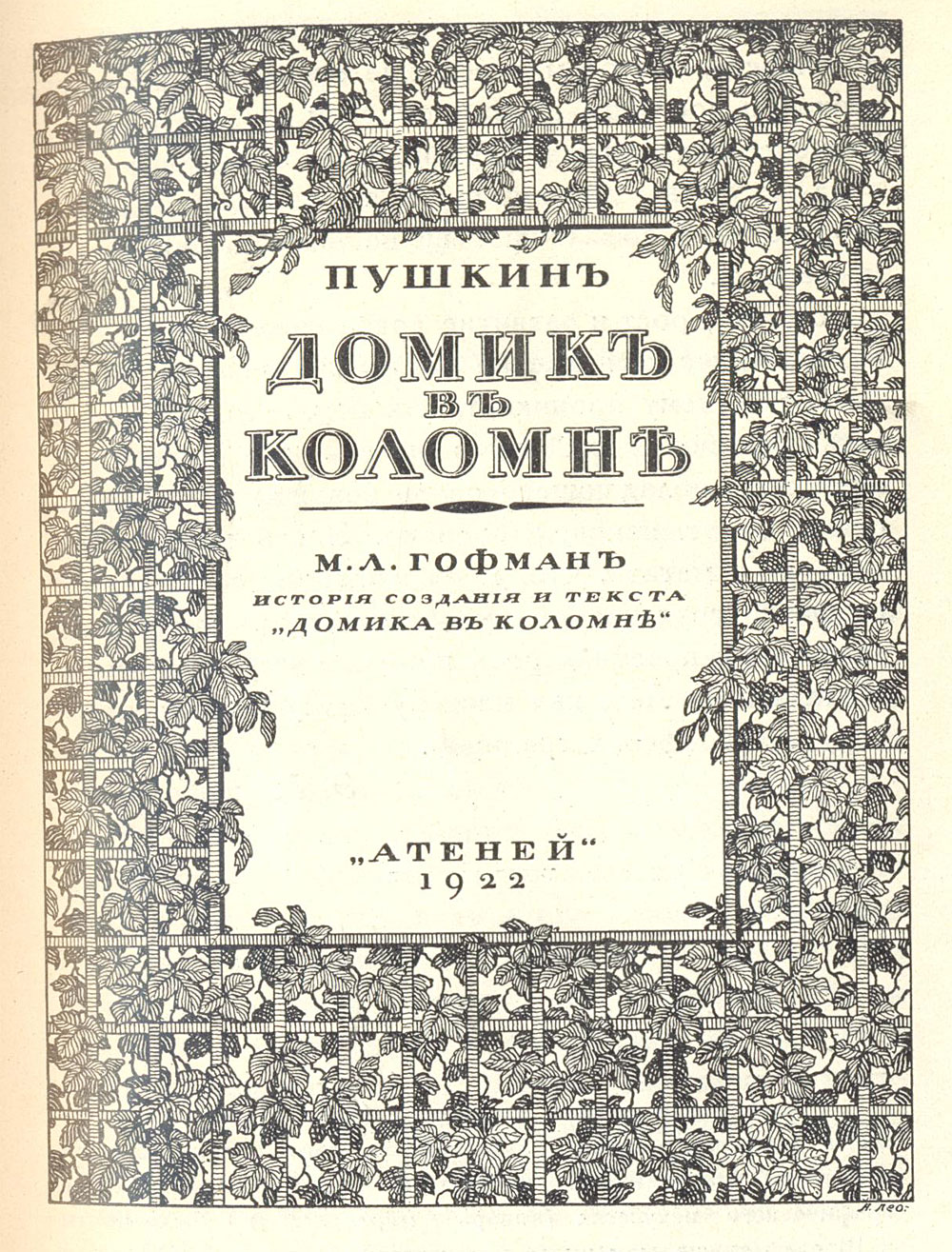
Оформление книги
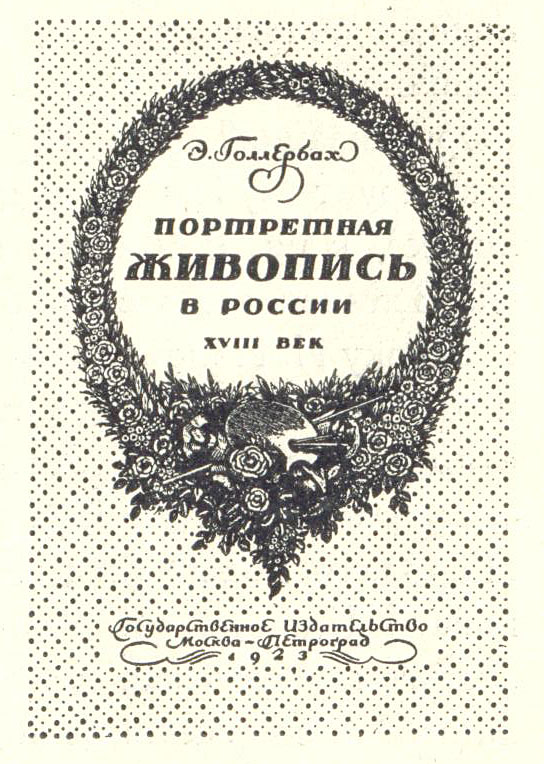
Оформление книги